# Louis Barthas

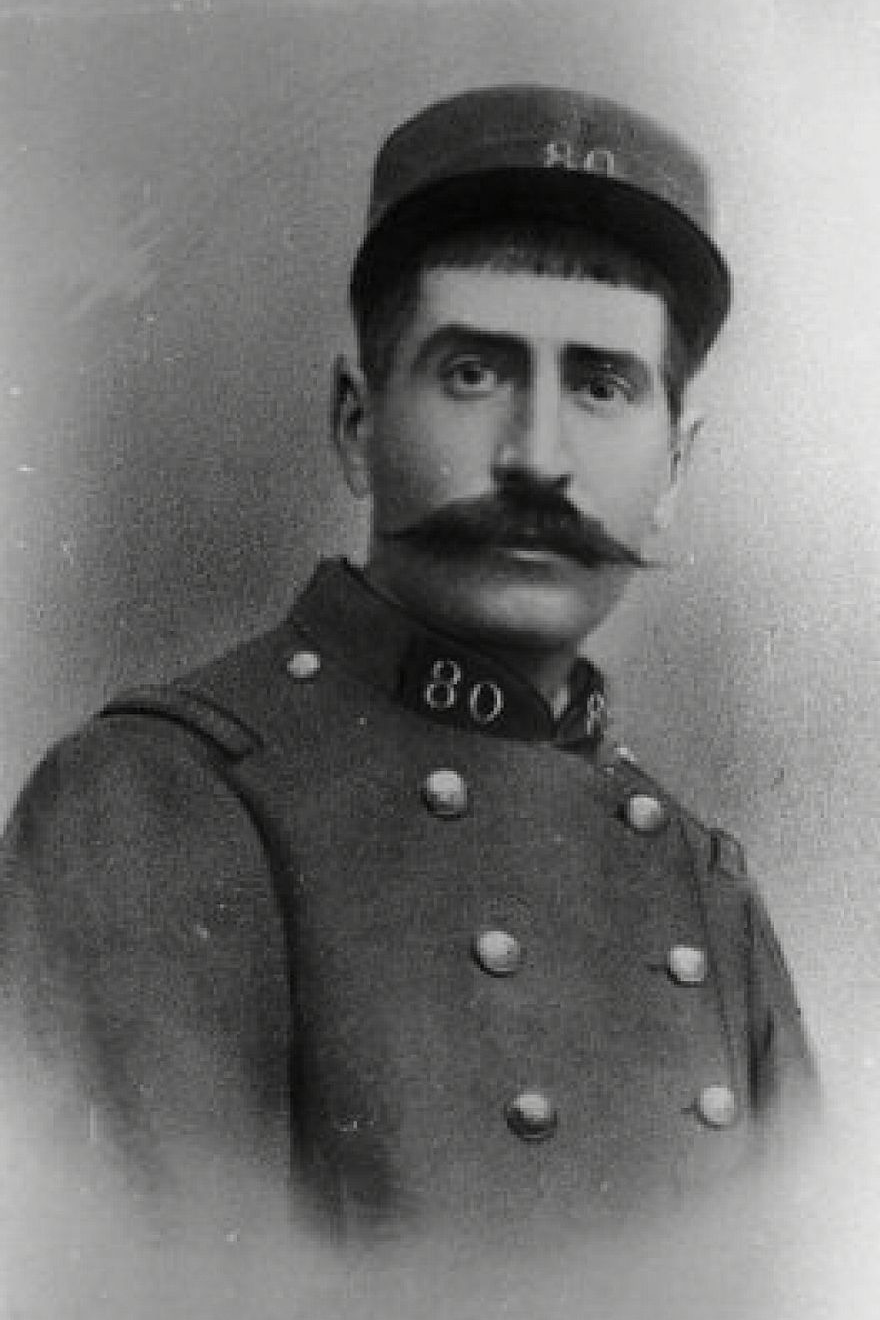
Louis Barthas in Uniform

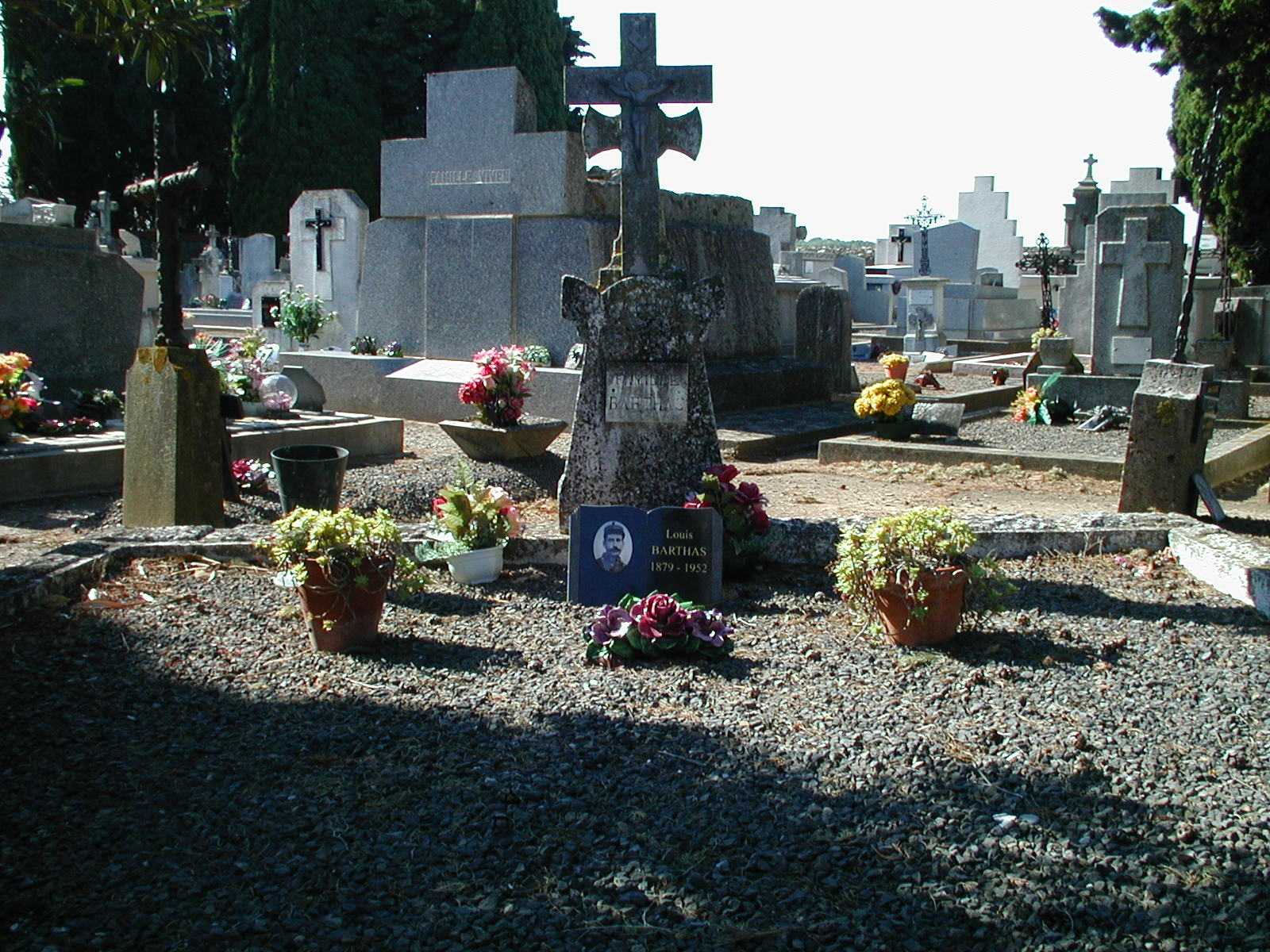
Barthas‘ Grab

Louis Barthas (* 14. Juli 1879 in Homps (Dépt. Aude); † 4. Mai 1952 in Peyriac-Minervois (Dépt. Aude)) war ein französischer Küfer und Teilnehmer am Ersten Weltkrieg. Seine Kriegserlebnisse schilderte er in seinem 1977 postum veröffentlichten Buch Les carnets de guerre de Louis Barthas, tonnelier, 1914–1918 (dt. Kriegstagebuch von Louis Barthas, Küfer, 1914–1918).

## Leben
Louis Barthas wurde als Sohn des Küfers Jean Barthas und dessen Ehefrau, der Schneiderin Louise, geb. Escande, geboren. Louis Barthas war verheiratet und hatte zwei Söhne. Bei Ausbruch des Ersten Weltkrieges wurde Barthas zum französischen Militär eingezogen und nahm in den folgenden vier Jahren an einigen der blutigsten Schlachten des Krieges teils, so der Lorettoschlacht, der Schlacht um Verdun, der Schlacht an der Somme und der Schlacht an der Aisne. Als Korporal diente er zunächst im 280. Infanterie-Regiment. Nach dessen Auflösung im Dezember 1915 im 296. und nach dessen Auflösung im November 1917 bis Kriegsende im 248. Infanterie-Regiment. Nach seiner Demobilisierung kehrte Barthas im Februar 1919 in seine Heimat zurück und arbeitete wieder als Küfer.

### Werk und Rezeption
Während seiner Dienstzeit machte Barthas Notizen, die er nach seiner Heimkehr überarbeitete. Seine Kriegserlebnisse und -erinnerungen wurden erst nach seinem Tod 1977 von dem französischen Historiker Rémy Cazals unter dem Titel Les carnets de guerre de Louis Barthas, tonnelier, 1914–1918 herausgegeben und fanden großes Interesse in der französischen Öffentlichkeit, wo das Werk alsbald zum „Kultbuch“ avancierte. In seinen 500-seitigen Aufzeichnungen beschreibt Barthas Unmenschlichkeit und  Grausamkeit des Krieges und seine Abscheu davor.
In Inhalt und Aussage kommt es dem Buch Beste Gelegenheit zum Sterben des Elsässer Bauern Dominik Richert gleich, der als deutscher Soldat ebenfalls den gesamten Weltkrieg mitmachte und dessen schriftlich festgehaltene Erinnerungen auch erst postum 1989 veröffentlicht wurden.
1995 entstand auf der Grundlage von Barthas' Buch das Theaterstück „Caporal Tonnelier“ (dt. Korporal Küfer) mit Philippe Orgebin und Drahomira Hejna in den Hauptrollen. Regisseur war Adel Hakim. 1998 wurden seine Erinnerungen unter dem Titel De oorlogsdagboeken van Louis Barthas 1914–1918 (Die Kriegstagebücher von Louis Barthas 1914–1918) ins Niederländische und 2014 unter dem Titel Poilu: The World War I Notebooks of Louis Barthas, Barrelmaker, 1914–1918 (Poilu: Notizbücher aus dem Ersten Weltkrieg von Louis Barthas, Küfer, 1914–1918) ins Englische übersetzt.
Auf einem Denkmal für die Gefallenen des Ersten Weltkrieges in Pontcharra-sur-Bréda im Département Isère steht ein Zitat aus Barthes’ Werk:

„Souvent je pense à mes très nombreux camarades tombés à mes cotés. J'ai entendu leurs imprécations contre la guerre et ses auteurs, la révolte de tout leurs être contre leur funeste sort, contre leur assassinat. Et moi survivant, je crois être inspiré par leur volonté en luttant sans trêve ni merci jusqu'à mon dernier souffle pour l'idée de paix et de Fraternité humaine. Février 1919.“

„Oft denke ich an die große Zahl meiner Kameraden, die an meiner Seite gefallen sind. Ich habe gehört, wie sie den Krieg und jene, die ihn angezettelt haben verfluchten. Ihre ganze Auflehnung gegen ihr unheilvolles Schicksal, gegen ihre Ermordung, habe ich gesehen. Ich, als Überlebender, glaube, dass mich ihr Wille inspiriert hat, rast- und gnadenlos bis zu meinem letzten Atemzug für die Idee des Friedens und der Brüderlichkeit unter den Menschen zu kämpfen. Februar 1919.“